# Медаль Лаєлла
Меда́ль Лає́лла (англ. Lyell Medal) — щорічна наукова нагорода від Геологічного товариства Лондона (англ. Geological Society of London) за видатні досягнення в галузі геології.

## Статус медалі
Медаль Вільяма Сміта, Медаль Лаєлла і Медаль Мерчісона, якими відзначає науковців Геологічне товариство Лондона мають однаковий статус і присуджуються за видатні досягнення в галузі геологічних наук.
Медаль названа на честь шотландського геолога Чарльза Лаєлла (1797—1875), основоположника сучасної геології.

## Список нагороджених
Нижче подано список нагороджених:

### XIX століття
- 1876: Джон Морріс[en]
- 1877: Джеймс Гектор[en]
- 1878: Джордж Баск
- 1879: Едмонд Геберт[en]
- 1880: Джон Еванс[en]
- 1881: Джон Вільям Доусон[en]
- 1882: Джон Лісетт[en]
- 1883: Вільям Бенджамін Карпентер[en]
- 1884: Джозеф Лейді
- 1885: Гаррі Сілі
- 1886: Вільям Пенгеллі[en]
- 1887: Семюел Оллпорт[en]
- 1888: Генрі Аллейн Ніколсон
- 1889: Вільям Бойд Доукінс[en]
- 1890: Томас Руперт Джонс[en]
- 1891: Томас Маккенні Гьюз[en]
- 1892: Джордж Гайфілд Мортон (англ. George Highfield Morton)
- 1893: Едвін Таллі Ньютон[en]
- 1894: Джон Мілн[en]
- 1895: Джон Вредерік Блейк[en]
- 1896: Артур Сміт Вудвард[en]
- 1897:  Джордж Дженнінгс Uінде[en]
- 1898: Вільгельм Гайнріх Вааген[en]
- 1899: Чарлз Александер Макмагон[en]

### XX століття
- 1900: Джон Едвард Марр[en]
- 1901: Ремзі Траквайр
- 1902: Антонін Фріч[en]
- 1902: Річард Лідеккер
- 1903: Фредерік Вільям Рудлер[en]
- 1904: Альфред Габрієль Натгорст[en]
- 1905: Ганс Гендрік Рауш[en]
- 1906: Френк Доусон Адамс[en]
- 1907: Джозеф Фредерік Вайтвейз[en]
- 1908: Річард Діксон Олдем[en]
- 1909: Персі Фрай Кендалл[en]
- 1910: Артур Воган англ. Arthur Vaughan
- 1911: Френсіс Артур Батер[en], Артур Волтон Рове (англ. Arthur Walton Rowe)
- 1912: Філіп Лейк[en]
- 1913: Сідні Сейворі Бакман[en]
- 1914: Чарлз Стюарт Міддлмісс[en]
- 1915: Едмунд Джонстон Гервуд[en]
- 1916: Чарльз Вільям Ендрюc
- 1917: Вілтон Гінд[en]
- 1918: Генрі Вудс[en]
- 1919: Вільям Фрейзер Юм[en]
- 1920: Едвард Грінлі[en]
- 1921: Еммануель де Маржері[en]
- 1922: Чарлз Генрі Девісон[en]
- 1923: Гюстав Фредерік Дольфус[en]
- 1924: Вільям Вікман Кінг[en]
- 1925: Джон Фредерік Норман Грін[en]
- 1926: Овен Томас Джонс
- 1927: Альберт Кітсон[en]
- 1928: Сідні Г'ю Рейнольдс[en]
- 1928: Вільям Діксон Ленг[en]
- 1929: Артур Морлі Девіс[en]
- 1930: Фредерік Чапмен[en]
- 1930: Герберт Брантвуд Мофе (англ. Herbert Brantwood Maufe)
- 1931: Ернест Клейтон Ендрюс[en]
- 1932: Генрі Деві (англ. Henry Dewey)
- 1932: Марія Гордон[en]
- 1933: Джеймс Ернест Річі[en]
- 1934: Волтер Гаучин[en]
- 1934: Фінлей Лорімер Кітчін[en]
- 1935: Девід Мередіт Сирс Вотсон[en]
- 1936: Елеанор Мері Рід
- 1936: Леонард Джонстон Віллс[en]
- 1937: Лінсдол Річардсон[en]
- 1938: Джон Прінгл[en]
- 1939: Ноел Бенсон[en]
- 1940: Герберт Лідер Гокінс[en]
- 1941: Ернест Шеппард Пінфолд (англ. Ernest Sheppard Pinfold)
- 1942: Вільям Соні Бісат[en]
- 1943: Дарашо Ношерван Вадія[en]
- 1944: Норман Росс Джуннер (англ. Norman Ross Junner)
- 1945: Леонард Френк Спат[en]
- 1946: Роберт Герон Растолл[en]
- 1947: Стенлі Сміт[en]
- 1948: Артур Гьюберт Кокс (англ. Arthur Hubert Cox)
- 1949: Вільям Джоселін Аркелл[en]
- 1950: Семюел Джеймс Шанд[en]
- 1951: Вільям Діксон Вест[en]
- 1952: Альфред Кінгслі Уеллс (англ. Alfred Kingsley Wells)
- 1953: Олівер Мередіт Бун Булмен[en]
- 1954: Джон Берд Сімпсон[en]
- 1955: Вілфред Норман Едвардс[en]
- 1956: Леслі Реджинальд Кокс[en]
- 1957: Стівен Генрі Стро (англ. Stephen Henry Straw)
- 1958: Хелен Маргеріт Мюр-Вуд[en]
- 1959: Девід Вільямс[en]
- 1960: Доріс Рейнольдс[en]
- 1961: Джон Вернон Гаррісон[en]
- 1962: Лоуренс Рікард Вейджер[en]
- 1963: Томас Невілл Джордж[en]
- 1964: Дороті Гілл[en]
- 1965: Чарлз Фіндлі Девідсон[en]
- 1966: Сергій Іванович Томкеєв[en]
- 1967: Вільям Куор'єр Кеннеді[en]
- 1968: Моріс Блек (англ. Maurice Black)
- 1969: Френсіс Джон Тернер[en]
- 1970: Фредерік Генрі Стюарт[en]
- 1971: Персіваль Аллен[en]
- 1972: Алек Вестлі Скемптон[en]
- 1973: Джанет Віда Вотсон[en]
- 1974: Мартін Фріц Глесснер[en]
- 1975: Дороті Гелен Райнер[en]
- 1976: Волтер Браян Гарланд[en]
- 1977: Бернард Елджі Лік[en]
- 1978: Робін Гілберт Чарльз Батерст[en]
- 1979: Дерек Віктор Агер (англ. Derek Victor Ager)
- 1980: Джон Роберт Лоуренс Аллен[en]
- 1981: Вільям Стюарт Маккерроу[en]
- 1982: Джордж Патрік Леонард Вокер[en]
- 1983: Джон Фредерік Дьюї[en]
- 1984: Дуглас Джеймс Шерман[en]
- 1985: Джон Дуглас Гадсон (англ. John Douglas Hudson)
- 1986: Гаррі Блекмор Віттінгтон[en]
- 1987: Ніколас Шеклтон[en]
- 1988: Річард Гілберт Вест[en]
- 1989: Джейк Генкок[en]
- 1990: Ентоні Галлам[en]
- 1991: Джон Імбрі[en]
- 1992: Альфред Георг Фішер[en]
- 1993: Майкл Роберт Лідер (англ. Michael Robert Leeder)
- 1994: Вільям Гілберт Чалонер[en]
- 1995: Кіт О'Ніонс[en]
- 1996: Річард Форті[en]
- 1997: Річард Баррія Рікардс[en]
- 1998: Саймон Конвей Морріс[en]
- 1999: Ернест Генрі Раттер[en]

### XXI століття
- 2000: Дерек Бріггс
- 2001: Пол Таппоньє[en]
- 2002: Ендрю Сміт[en]
- 2003: Гаррі Ельдерфілд[en]
- 2004: Даян Едвардс
- 2005: Майкл Бентон
- 2006: Джеффрі Боултон[en]
- 2007: Філіп Аллен[en]
- 2008: Алан Гілберт Сміт[en]
- 2009: Нік Маккейв[en]
- 2010: Вільям Радимен
- 2011: Крістофер Паола (англ. Christopher Paola)
- 2012: Ерік Вольф[en][4]
- 2013: Паула Реймер[en]
- 2014: Мартін Бразір[en]
- 2015: Колін Баллантайн[en]
- 2016: Джон Андегілл[en]
- 2017: Розалінда Рікабі[en]
- 2018: Джуліан Даудесвелл[en][5]
- 2019 Нік Кушнір[en]
- 2020 Rachel Wood[en]
- 2021 Ніколас Вайт (англ. Nicholas White)
- 2022 Вільям Раян (англ. William B. F. Ryan)
- 2023 Пітер Кліфт[en]
- 2024 Лінн Фростік[en]